# Lagidium
Genre
Lagidium est un genre de rongeurs de la famille des Chinchillidae. Il comprend plusieurs espèces de viscaches qui vivent dans les montagnes d'Amérique du Sud.

## Liste des espèces
- Lagidium ahuacaense  Ledesma et al., 2009
- Lagidium peruanum Meyen, 1833
- Lagidium viscacia (Molina, 1782)
- Lagidium wolffsohni (Thomas, 1907)